# アーバイン＝ミシガン＝ブルックヘブン
アーバイン＝ミシガン＝ブルックヘブン（Irvine–Michigan–Brookhaven）、頭字語のIMBとして知られるアメリカ合衆国の核子崩壊・ニュートリノ検出施設。エリー湖に面するオハイオ州フェアポート・ハーバーにモートン・ソルトが保有する塩鉱内に建設された。
カリフォルニア大学アーバイン校、ミシガン大学、ブルックヘブン国立研究所の合同計画として行われた。主目的は陽子崩壊の観測であったが（大統一理論のSU(5)モデルを想定したもの）、1987年の超新星SN 1987Aによるニュートリノの観測で知られている。

## 構造
ドスコ・オーバーシーズ・エンジニアリングの掘削機を用いて地下2000フィート（610m）に、南北17m、東西22.5m、高さ18mの水槽を構築した。掘削された岩塩はモートン・ソルトに6万ドルで売却され、費用に充当された。EMI製の直径5インチ（127mm）の光電子増倍管を2048個を1m間隔で設置、これに最大8000tの超純水を満たせる設計であった。内部にはシュレーゲル・インターナショナルの、2.5mm厚の黒いポリエチレンが二重に張られていた。
カミオカンデと同様、陽子の崩壊時に発生する荷電粒子が水中で光速度以上の速度となったときに発生するチェレンコフ放射を確認するための装置であり、入射方向を観測することも可能となっていた。

## 歴史
1979年に着工し、1981年に完成した。10月より注水を行うも、漏水により一時中断し、注水とそれに続く光電子増倍管の設置は1982年7月、運用開始は8月末となった。
1987年にはSN 1987Aからのニュートリノ8個を検出、これはカミオカンデの検出結果を裏付けるものとなった。1991年3月に、運用を終了している。